# Пуатевин
Пуатеви́н (Пуатеве́н, Пуатеве́нская го́нчая; фр. Poitevin, Chien de Haut-Poitou) — порода охотничьих собак, стайная гончая, из французской провинции Верхнее Пуату. Порода создана в конце XVII века для охоты на волков.

## История
Пуатевины ведут род от стаи из двенадцати английских стагхаундов, подаренных дофину Франции в 1692 году. Нескольких потомков этих собак были переданы Франсуа де Ларрие, маркизу Верхнего Пуату, который скрестил их с местными гончими. В результате получились сильные, атлетически сложенные трёхцветные гончие, которых маркиз использовал для охоты на волков, — первые представители породы пуатевин. Ещё две стаи пуатевинов получили название своих владельцев: Монтамбёф и Сери́; эти собаки, в отличие от стаи Ларрие, были двухцветными, бело-рыжими, и считались менее ценными.. 

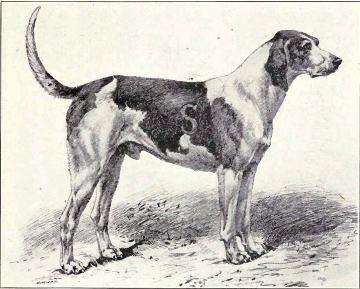
Пуатевин. Иллюстрация из книги W. E. Mason: Dogs of all Nations, 1915 год

Во время Французской революции положение породы сильно пошатнулось. Тогдашний маркиз де Ларрие был обезглавлен в 1793 году в период террора, охотничья стая рассеялась по разным владельцам и порода практически исчезла. После революции братья Эмиль и Артур де ла Бесаж из Монморийона, жившие в Пуату, попытались возродить породу. Они собрали всех оставшихся пуатевинов, каких только смогли найти, включая двух собак из стаи Ларрье, и восстановили стаю. В 1842 году гончих де ла Бесаж постигло несчастье: вспышка бешенства едва не уничтожила всю стаю. Породу удалось восстановить благодаря импорту английских фоксхаундов и реализации тщательно продуманной программе скрещивания: уже через три поколения влияние фоксхаундов в стае стало почти неощутимым.
Пуатевины сыграли ключевую роль в выведении двух самых популярных во Франции пород сворных гончих  — большой англо-французской трёхцветной и французской трёхцветной, а также англо-французской малой гончей. Предполагают, что кровь пуатевинов есть у всех трёхцветных гончих.
Порода сильно пострадала во время Первой и Второй мировых войн, и после окончания Второй мировой войны для восстановления породы потребовалось дальнейшее скрещивание с английскими фоксхаундами.

## Внешний вид
Пуатевин — элегантная, атлетически сложенная крупная гончая, внешне слегка напоминающая борзую. Голова удлинённая, с заметным затылочным бугром, череп уплощённой формы, плавно снижается к морде. Морда длинная, узкая, слегка заострённая. Глаза большие, округлые, с чёрной обводкой век. Уши тонкие, висячие, посажены довольно низко и слегка развёрнуты к морде. Шея длинная, стройная, без подвеса. Грудь глубокая, но не слишком широкая, живот умеренно подтянут. Хвост средней длины, тонкий, слегка изогнутый, покрыт гладкой шерстью. Ноги длинные, сильные и мускулистые, лапы слегка удлинённые, «волчьи». Движения свободные и лёгкие.
Шерсть короткая, прилегающая, блестящая. Окрас трёхцветный с чёрным чепраком или большими чёрными пятнами, встречаются двухцветный рыже-белый и волчий (смесь рыжих и чёрных волос) окрасы.

## Темперамент и использование
Изначально пуатевины были созданы для охоты на волков. Во Франции в наше время существуют несколько стай, которые используются для охоты на кабана и оленя в традициях «Большой охоты на волков» (Grande Vénérie).. Пуатевины славятся скоростью, выносливостью, отличным чутьём и мелодичным голосом во время гона. Известно, что стаи могут развивать скорость более 50 километров в час и преследовать зверя более семи часов.. Скорость и выносливость пуатевинов, прозванных «борзыми среди французских гончих» засвидетельствовал Пьер де Коссе Бриссак в книге La Vénerie. Пуатевины не пугливы, но по характеру более отстранённые, чем многие другие гончие, и плохо социализируются, если не содержатся в стае.